# Пляж (роман)
«Пляж» — роман англійського письменника Алекса Ґарленда, виданий у 1996 році. Дія роману відбувається у Таїланді. В романі йдеться про пошуки молодим бекпекером легендарного ідилічного та ізольованого пляжу та про час проведений ним у невеличкій міжнародній громаді самодіяльних туристів.
У 2000 році роман був екранізований режисером Денні Бойлом. Головну роль виконав Леонардо Ді Капріо.
У 2003 році роман був включений до переліку 200 найкращих книг за версією Бі-бі-сі.

## Сюжет
У дешевому готелі на Хао Сан Роуд у Бангкоку Річард, молодий британський бекпекер, зустрічає психічно неврівноваженого шотландця, який зве себе Даффі Дак та дає йому намальовану вручну карту з вказівками до прекрасного острова з прихованою лагуною і пляжем, який розташований в Таїландській затоці і недоступний для туристів. Незабаром після отримання карти Річард дізнається, що Даффі покінчив життя самогубством. Чекаючи на компанію, щоб вирушити на пошуки острова, Річард знайомиться з французькою парою, Етьєном та Франсуазою, і вони разом вирушають шукати те, що, на їхні сподівання, може бути незайманим раєм.
По дорозі на острів Річард передає копію карти Семмі та Зефу, двом американським студентам, яких він зустрічає на Ко-Самуї. Коли троє нарешті дістаються до прихованого пляжу — підкупивши місцевого човнаря, перепливши протоку з сусіднього острова, виявивши плантацію конопель в джунглях, оминувши її озброєних власників та стрибнувши з водоспаду — вони виявляють групу з близько 30 туристів, які живуть відірвано від навколишнього світу та насолоджуються дозвіллям, під фактичним керівництвом американської жінки на ім'я Сал та її південноафриканського коханця Баґза, який разом з Даффі заснував громаду в 1989 році. Вони живуть у поселенні з побудованих вручну дерев'яних хатин та наметів, розташованих поблизу великого красивого пляжу та лагуни, які оточені скелями та з'єднані з морем підводними печерами.
Річард, Етьєн та Франсуаза прибувають на пляж у 1995 році, через шість років після того, як там оселилися засновники. Засновники обрали лише невелику кількість друзів та знайомих, які мали змогу приїхати на острів, тож новачкам зазвичай не раді, проте їх не виганяють, оскільки це може поставити під загрозу секретність громади. Її члени побоюються, що якщо інформація вийде за межі громади, пляж переповниться туристами та зіпсується, як і багато інших красивих місць у Таїланді. Вони також не хочуть дратувати тайських конопляних фермерів, з якими вони від початку погодилися не заходити на території одне одного. Останнім часом фермери попереджали громаду про те, щоб вони не заводили нових членів, оскільки вони бояться викриття поліцією. Спочатку ставлячись до новачків підозріливо, група згодом приймає тріо, коли вони розповідають про карту Даффі та його смерть на материку.
Оскільки громада намагається бути самодостатньою, у ній працює поділ праці на групи з садівництва, риболовлі, куховарства та теслярства. Річард, Франсуаза та Етьєн стають частиною риболовецької групи.
Кілька місяців життя на острові здається Річардові ідилічним — вранці він ловить рибу, а решту часу відпочиває. Він знайомиться з кількома іншими членами громади: Кіті, англійцем, який залежний від ігор на своєму Game Boy ; Грегоріо, іспанцем, який теж займається риболовлею; Негігієніксом, італійським шеф-кухарем, одержимим милом, через те, що він щодня обробляє рибу і не може позбутися її запаху; Джессі та Кессі, парою закоханих; Еллою, яка є другою після Негігієнікса кухаркою; і нарешті, Джедом — одинаком у групі, таємнича робота якого полягає в тому, щоб самому ходити у джунглі. Пізніше Річард дізнається, що Сал призначила Джеда охоронцем острова: він спостерігає за морем і берегами сусідніх островів та за будь-якими ознаками людей, які намагаються відкрити пляж. Джед також займається кражею конопель з боку острова, який знаходиться під контролем тайських фермерів.
Одного дня Негігієнікс повідомляє всім, що їхні запаси рису були заражені грибком, а Сал оголошує екстрену поїздку по рис. Через трудомісткість цього завдання, добровільно не зголошується ніхто, окрім Джеда, який, на подив більшості інших, завжди береться за цю роботу.
Річард також зголошується, тож вони вирушають назад до Ко Фан-гана, щоб поповнити свої запаси. Саме під час поїздки по рис Джед дізнається, що Річард подарував копію карти Семмі та Зефові, коли Джед гуляючи випадково підслуховує двох американців, що переказують міську легенду про пляж якимось німцям.
Поїздка по рис проходить гладко, проте незабаром Зеф і Семмі у супроводі трьох німців, яких вони зустріли на материку, дістаються до найближчого сусіднього острова, що стурбовує Річарда, оскільки його звинуватять, якщо вони успішно дістануться до громади. Незабаром Сал відряджає Річарда до групи периметру, щоб співпрацювати з Джедом і пильно стежити за потенційними новачками.
Новоутворене вільне місце у риболовецькій групі Грегоріо займає Кіті. Через кілька днів він помилково ловить мертвого кальмара, через якого у більшості групи виникає важке харчове отруєння. Кілька членів групи, яких не зачепило отруєння, намагаються доглядати за хворими до їхнього одужання.
Річард повертається зі свого чергування та виявляє, що Баґз ударив Кіті в обличчя через його помилку. Річард, ніколи не любив зарозумілого характеру Баґза, а тому ініціює з ним гарячу суперечку перед усією групою, що призводить до поділу громади на кілька менше груп. Того дня працювали дві риболовецькі групи і на найкращу групу, що складалась з трьох шведів — Крісто, Стена і Карла — які ловили рибу за межами зони безпечної лагуни, нападає акула.
У поселенні дізнаються про це лише після повернення одного з трьох, Карла, на початку вечора. Карл переносить Стена на спині до поселення, де виявляє, що Стен вже стік кров'ю. Карла не поранили акула, але він зазнав важкої емоційної травми від споглядання смерті свого друга. Після трагедії він переважно сидить в викопаній норі на пляжі і ні з ким не розмовляє, ледве їсть та п'є.
Річард розуміє, що Крісто все ще немає, і, на власний ризик, витягує його з частково затоплених печер лагуни. Річарда ївалять за його героїчний порятунок Крісто, який спочатку виглядає нормально, але згодом падає через внутрішню кровотечу, яка була спричинена сильним ударом акули. Через тяжке поранення Крісто потребує присутності Джеда в таборі, тому що тільки Джед має медичні знання, щоб допомогти йому. Річард починає самостійно стежити за переметром.
Через кілька днів Стена ховають біля водоспаду у джунглях, і Сал виступає з рішучою промовою, яка дещо відновлює суспільну гармонію. Вона оголошує, що сьогодні 11 вересня, а тому через три дні відбудеться фестиваль Тет.
Проводячи багато часу в лісі, коли він пересувається між оглядовими точками, Річард починає бачити галюцинації, в яких з'являється Даффі: вони розмовляють і патрулюють разом ту частину острова, яку Річард називає ДМЗ. Річард починає поважати те, що Даффі вбив себе, тому що він не міг терпіти ані руйнування свого елітарного бачення пляжу, коли громада почала збільшуватися, ані думки про повернення до бекпекінгу чи звичайного осілого життя, і виявляє, що він також починає мислити так само.
Річард також усвідомлює, оскільки Даффі подарував йому карту — а також поширив чутки про острів по всьому Таїланду — згодом так багато мандрівників приїде шукати пляж, що він неминуче стане туристичним напрямком. Даффі описує цей вчинок як «евтаназію» громади, а Річард починає розуміти, що він був лише пішаком у плані помсти Даффі.
Кризовий момент настає після прибуття американської / німецької групи плотом. На відміну від Річарда, Етьєна та Франсуази, яким вдалося подолати всі перешкоди на шляху до пляжу, новачки не проходять повз найнебезпечнішу перешкоду: конопляних фермерів. Річард бачить, що їх спочатку жорстоко б'ють, а потім кудись тягнуть. Звук вогнепальних пострілів дає зрозуміти, що фермери вбили зловмисників.
Річард повертається в поселення, щоб негайно повідомити Сал та Джеда про те, що сталося. Потім він вирушає на пляж, щоб провідати Карла, який нападає на Річарда, провокуючи Річарда відповісти тим самим. Сутичка завершується втечею Карла у джунглі. У день фестивалю Тет Сал прямо просить Річарда вбити Карла через загрозу, яку він несе для теперішньої крихкої соціальної згуртованості громади, поскаржившись, що їй постійно доводиться покращувати моральний стан після отруєння та смерті Стена.
Річард пливе до печери, де зберігається єдиний човен громади, та виявляє, що Карл використав його для втечі на материк. Після цього Етьєн протистоїть Річарду, і останній виявляє, що Етьєн разом з рештою його групи боїться того, що Річард «виконує справи» для Сал. Річард, розчарований пляжем, переконує Етьєна, Франсуазу, Джеда та параноїдального Кіті назавжди покинути пляж і допомагає померти Крісто. Тепер, повністю усвідомлюючи, на що Сал готова піти для захисту пляжу, вони вирішують отруїти їжу для вечірки і втекти на плоті, яким приплили приречені бекпекери.
Настає ніч, і вечірка починається. Люди перебувають у святковому настрої та п'ють ферментоване кокосове молоко. До вечері Кіті та Річард отруюють печеню, приготовану Негігієніксом, величезною кількістю канабісу, щоб знерухомити групу. Річард та його друзі готуються вирушати, проти до поселення прибувають тайські фермери. Фермери погрожують усім їм зброєю, оскільки, на їхню думку, мешканці пляжу запросили новачків, яких вони вбили. Фермери б'ють Річарда і залишають криваві трупи американських / німецьких туристів як попередження. Зважаючи на це, вкрай сп'яніла група переживає колективний психоз і у божевіллі розриває трупи на шмаття.
Сал виявляє, що Річард поширив таємницю пляжу, коли вона знаходить карту, яку він намалював для Зефа та Семмі. Почувши це, тепер неврівноважені члени громади нападають на Річарда з гострими предметами. Річард вважає, що ось-ось помре, але його рятують Франсуаза, Етьєн, Кіті та Джед повернувшись з пляжу, озброєними своїми рибальськими списами. Вони відганяють інших та серйозно ранять Сал та Багза. Річард та його рятувальники здійснюють заплановану втечу на плоту.
В епілозі повідомляється, що п'ятеро друзів дісталися материка та розійшлися. Минув рік і один місяць з часу їх від'їзду з Таїланду, і Річард повернувся додому в Англію. Він більше не спілкувався з Франсуазою та Етьєном, але констатує, що він, швидше за все, наткнеться на них, оскільки «світ невелике місце, а Європа ще менша». Він підтримує зв'язок з Кіті та Джедом. Випадково Кіті та Джед працюють в одній будівлі, хоча на різні компанії; подібно до того тому, як вони обоє опинилися в одному гостелі за кілька років до того, перш ніж вони зустрілися на пляжі.
Річард чує новину, що Кессі була заарештована в Малайзії за контрабанду великої кількості героїну і стане першою за шість років особою із Заходу, яку стратять у країні. Йому стає цікаво, чи не поїхав з острова хтось іще, особливо Негігієнікс, який йому подобався. Він вважає, що Баґз помер, і сподівається, що і Сал також померла, оскільки йому не подобається думка про те, що вона «з'явиться на його порозі».
Річард закінчує, кажучи, що задоволений своїм життям, хоча на ньому багато шрамів: «Мені подобається, як це звучить. На мені багато шрамів».

## Персонажі

### Головні персонажі
- Річард — молодий англійський мандрівник і головний оповідач.
- Даффі (містер Дак) — шотландський мандрівник і один із трьох відкривачів пляжу; після самогубства постає як божевільний привид у свідомості Річарда ближче до закінчення роману.
- Етьєн та Франсуаза — французи; двоє молодих закоханих, які потоваришували з Річардом під час їх першої зустрічі в Бангкоку, а після того, як Річард показав їм карту, приєдналися до нього для пошуку пляжу.
- Кіті — англієць; він та Річард стають близькими друзями і поділяють залежність від Game Boy. Запрошений Сал та Баґзом на пляж після того, як вони разом насолоджувались походом у джунглях через бірманський кордон.
- Джед — англієць; стає близьким другом Річарда і є сторожем острова. З'явився на пляжі без особистого запрошення, підслухавши чутку про острів під час подорожі В'єнтьяном. Даффі був єдиним в громаді, хто виступив проти його непрошеного приїзду.
- Сал — американка; одна із трьох відкривачів пляжу та неофіційний лідер громади.

### Інші персонажі
- Зеф і Семмі — двоє американців, що курять коноплі, яким Річард залишає копію карти на пляжі.
- Баґз — південноафриканець; Хлопець Сал, один із трьох засновників пляжу та головний столяр громади; має взаємну неприязнь до Річарда.
- Грегоріо — іспанець; член рибальської групи Річарда. Дафі запросив його на пляж після грабежу на Суматрі.
- Негігієнікс — італієць; головний шеф-кухар громади та друг Річарда. Запрошений Баґзом на пляж після приготування йому чудової страви в Срінагарі.
- Елла — працює разом з Негігієніксом. Сал запросила її на пляж після спілкування та гри в нарди під час спільної вісімнадцятигодинної поїздки на автобусі.
- Жан — француз; керівник садівничої групи. Запрошений Баґзом на пляж після спільного збору винограду з виноградника в Бленемі.
- Кессі — англійка; дівчина Джессі; працює з Баґзом у столярській групі.
- Джессі — новозеландець; хлопець Кессі, працює з Жаном у садівничій групі.
- Моше — ізраїльтянин; голова другої рибальської групи. Дафі запросивцого на пляж після того, як спіймав вуличного злодія, який намагався викрасти його рюкзак у Манілі.
- Югославки — дві дівчини з Сараєво, імена яких не згадуються; Річард згадує їхні імена як такі, що важко написати, чи навіть вимовити. У нього виникає враження, що вони гордовиті і тримаються осторонь, а тому не знайомиться з ними ближче. Вони працюють з Моше у другій групі риболовлі.
- Карл, Стен і Кристо (Шведи) — усі шведи; Вважаються найкращими рибалками, оскільки тільки їм комфортно плавати через затоплені печери, щоб ловити рибу у відкритому морі. Лише Стен вільно володіє англійською мовою, Крісто говорить непогано, тоді як Карл знає лише кілька слів. Як і Джед, шведи приїхали непроханими, дізнавшись про існування пляжу після того як підслухали Сал, яка обговорбвали з Джином острів під час поїздки по рис.
- Тайські фермери — невелика група тайських фермерів, озброєних штурмовими гвинтівками, які живуть та підтримують велике незаконне поле з коноплею на віддаленому боці острова та, імовірно, експортують її на материк для продажу. Вони були на острові довше, ніж туристи, але Сал, Даффі та Баґз домовилися з ними на початку існування громади. Частина завдання Джеда та пізніше Річарда полягає в тому, щоб періодично підкрадатися до їхнього поля та викрадати канабіс із рослин для постачання в село. Коли Річарду на самотню варту, він переслідує охоронців через джунглі просто задля гострих відчуттів.

## Твори, що надихнули написання
«Пляж» був натхненний такими літературними творами, як «Серце темряви» та «Володар мух». Попри те, що дія роману відбувається у Таїланді, Ґарленд написав книгу, живучи на Філіппінах і, зокрема, надихався подібною з Таїландом географією на острові Палаван.

## Відгуки та рецензії
Новеліст Нік Горнбі назвав «Пляж» «„Володарем мух“ для покоління X», а газета The Oregonian назвала його «першим великим романом покоління X». The Washington Post писала, що це «неймовірно розумний перший роман» і «книга, яка рухається з такою швидкістю і витонченістю, про яку багато старих письменників можуть лише мріяти».

## Кіно- і телевізійні адаптації
За романом був знятий кінофільм який вийшов у прокат у 2000 році. Режисером виступив Денні Бойл, а у головній ролі знявся Леонардо Ді Капріо. Повідомлялось, що роман колись розглядався для адаптації у телевізійний серіал розробником «Таємного кола» Ендрю Міллером.